# Kalmasaaret (ö i Norra Savolax, Varkaus, lat 62,31, long 28,24)
Kalmasaaret är en ö i Finland. Den ligger i sjön Särkijärvi och i kommunen Varkaus i den ekonomiska regionen  Varkaus ekonomiska region  och landskapet Norra Savolax, i den sydöstra delen av landet, 290 km nordost om huvudstaden Helsingfors. Öns area är 0,5 hektar och dess största längd är 130 meter i sydöst-nordvästlig riktning.  Notera att namnet antyder att det är fråga om flera öar.